# Laodicea del Licos

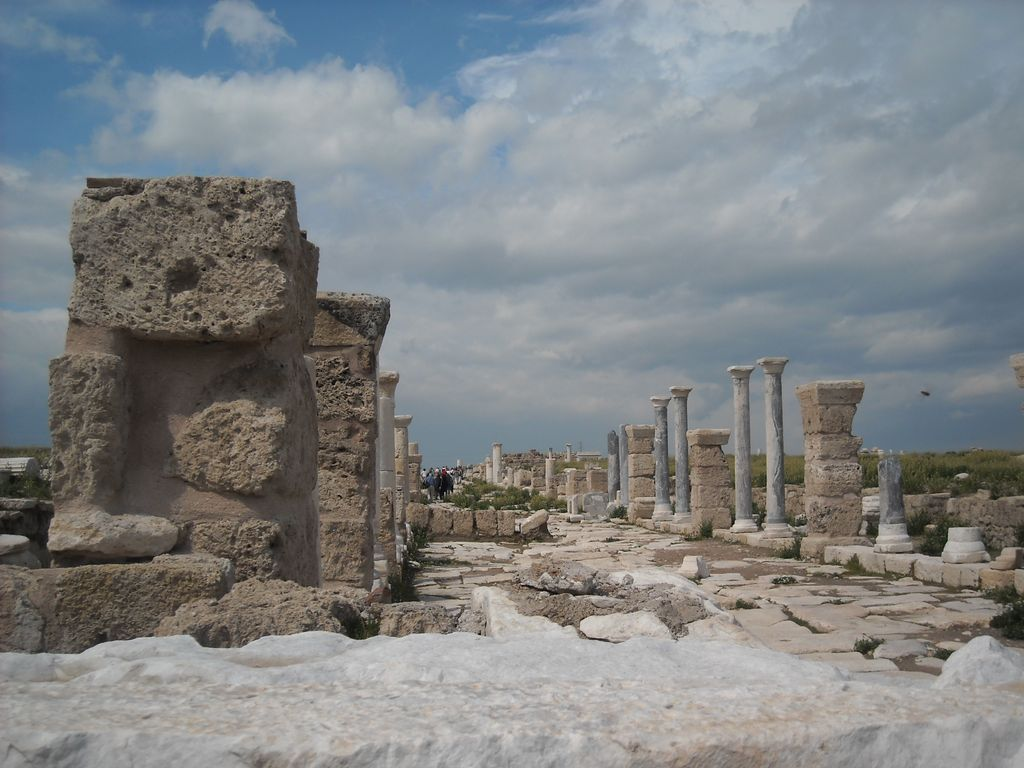
Ruïnes de Laodicea del Licos

Laodicea del Licos (en llatí Laodiceia ad Lycum, en grec antic Λαοδίκεια πρὸς τῷ Λυκῶ; també Laodicea de Frígia, Λαοδίκεια ἡ ἐν Φρυγία) va ser una ciutat de la Frígia occidental prop del riu Licos (turc Çürük Su), afluent del Gran Meandre, en un turó entre dues valls dels rius Asopus i Caprus, afluents del Licos. Era a pocs quilòmetres a l'oest de Colosses i a 10 km a l'oest de Hieràpolis.
La ciutat es va fundar amb el nom de Diòspolis, probablement per Seleuc I Nicàtor, i després es va dir Rhoas, fins que sota Antíoc II Theós (261 aC-246 aC) va prendre el nom de Laodicea en honor de la seva dona Laodice, i el rei la va dotar amb nous edificis però segurament dins de la ciutat que ja existia. Les seves ruïnes es troben al lloc d'Eskihisar (en turc vol dir 'Vella Fortalesa'), un barri de Denizli en direcció al poble de Goncali, a uns 6 km del centre de la ciutat; en destaquen un aqüeducte, un estadi, restes de temples, columnes i estàtues.

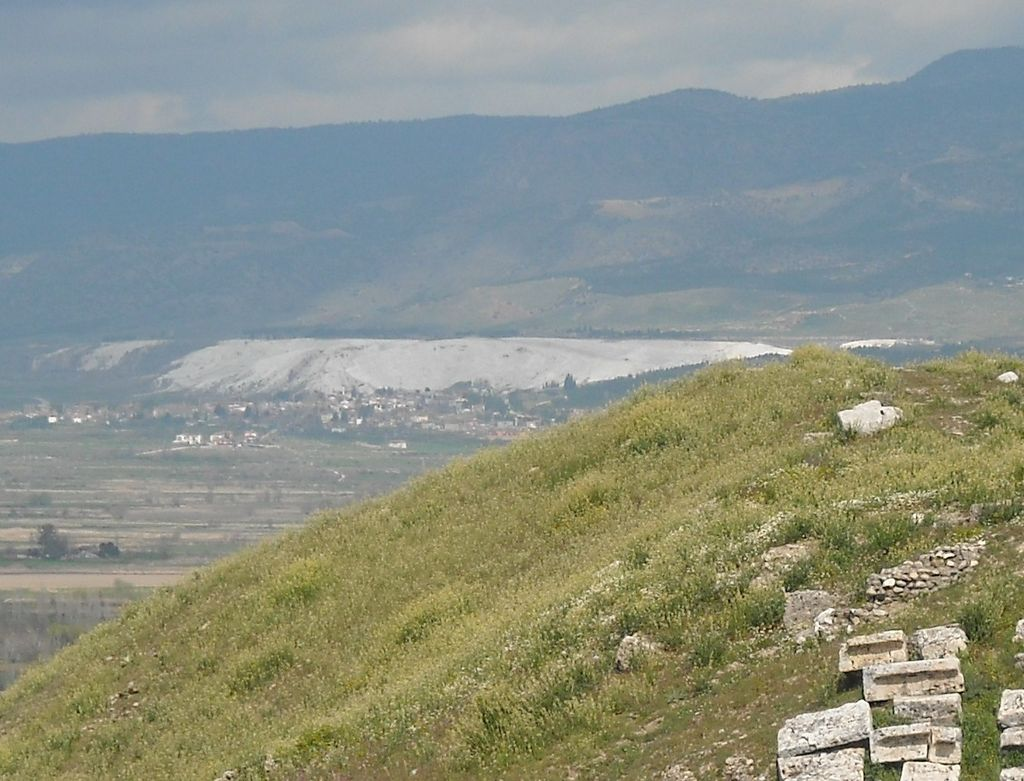
Vall del Licos des del teatre; al darrere hi ha Pamukkale

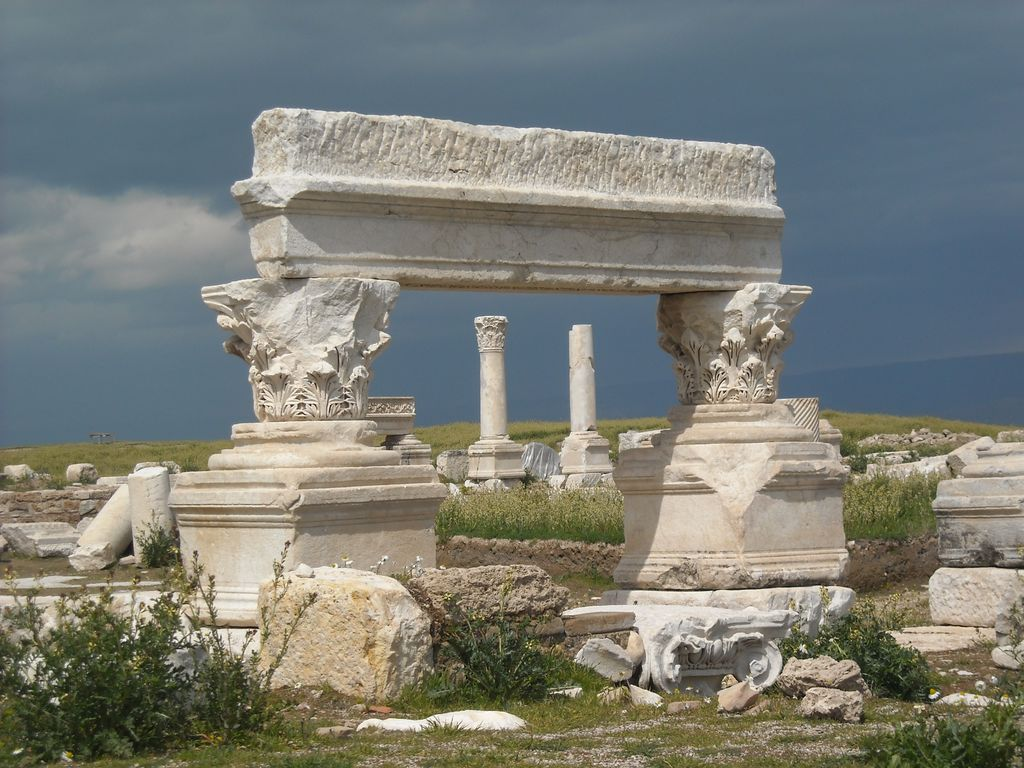
Monument en ruïnes

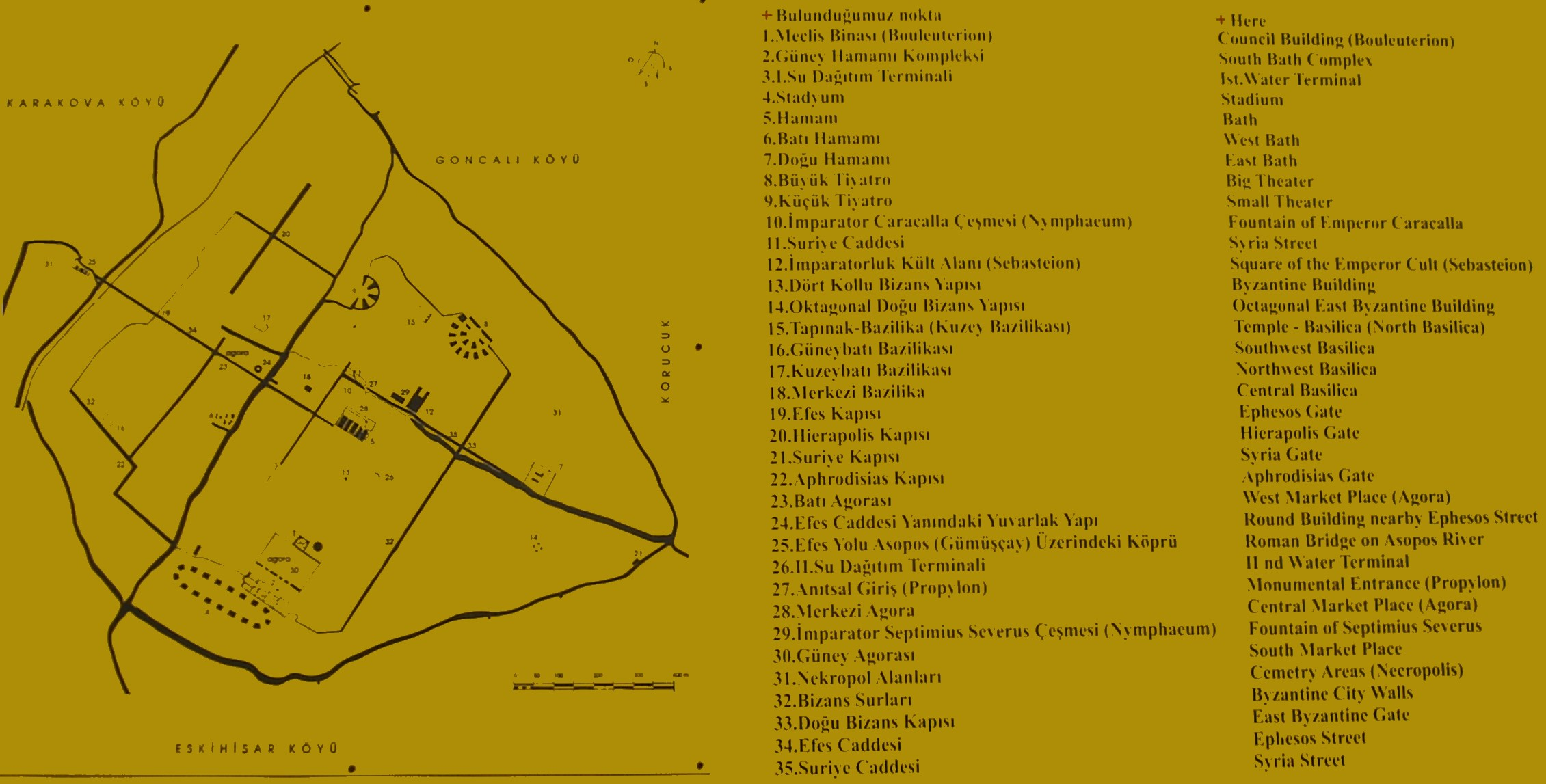
Plànol del lloc de l'antiga Laodicea

Cap a l'any 546 aC, el rei persa Cir II va conquerir la regió i el territori va passar a formar part d'una satrapia persa. Als voltants del 360 aC, aquesta regió va passar temporalment sota control del sàtrapa de Cària, Mausol, aliat a altres sàtrapes revoltats contra els perses. El 334 aC, Alexandre el Gran la va conquerir.
L'any 188 aC, va passar a poder del Regne de Pèrgam, que el 133 aC va ser llegat als romans. La vila no tenia prou aigua i havia estat afectada per alguns terratrèmols, però va tenir una extraordinària prosperitat i va arribar a certa importància ja sota domini romà; llavors les lluites amb Mitridates VI Eupator la van afectar, però es va recuperar després; i durant l'Imperi, va patir un terratrèmol en temps de Tiberi que la va destruir totalment, però, reconstruïda, es va convertir en una ciutat important, una de les més pròsperes de l'Àsia Menor, destacant especialment en el comerç de la fusta. Els escèptics Antíoc i Teiodas, successors d'Enesidem, van néixer a Laodicea, que també va tenir una important escola de metges. Va ser la capital d'un convent jurídic. Una part important de la seva població eren jueus, especialment després de l'any 70, i per això el cristianisme hi va arrelar aviat, encara que es considerava que els cristians locals eren poc compromesos. Al segle iii, va ser la seu d'un bisbat; és una de les set esglésies d'Àsia citades per l'Apocalipsi. L'any 364, es va fer un concili a la ciutat. Laodicea va seguir prosperant a costa de la seva veïna Colosses, fins al 494, quan un terratrèmol la va destruir, la va arrasar completament, i la seva recuperació va ser molt lenta sense retornar mai a ser la que havia estat.
Després de la batalla de Mantziciert de l'any 1071, grups turcmans es van instal·lar a la zona; els conflictes amb els grecs no van permetre el creixement de la ciutat. El 1077, els turcmans van ocupar-la i la van anomenar Ladik, però el 1097 els romans d'Orient la van recuperar. El 1102, el soldà de Rum Kilidj Arslan I la va ocupar altre cop, però els grecs la van tornar a recuperar el 1119. Els croats van passar per la ciutat el 1148 per primera vegada; Joan II Comnè (118-1143) la va fortificar. El 1156, la població s'havia dispersat pels camps veïns i els romans d'Orient la van abandonar i només va sobreviure perquè Manuel I Comnè (1143-1180) la va reconstruir en un lloc més fàcil de defensar, als contraforts del Baba Dagh, protegida per alguns castells. Frederic Barba-roja va passar per la ciutat amb els seus croats altre cop el 1190. L'any 1207, els seljúcides la van conquerir, i van fundar una nova Ladik a poca distància, abandonant el vell emplaçament. La datació de la ciutat de Denyizli és del segon terç del segle xiii. Fins al segle xiv, va portar el nom de Ladik i hauria estat la capital d'un beylik governat per una nissaga emparentada amb els Germiyanoğlu. El nom Ladik apareix a les monedes almenys fins al 1360, però es va seguir anomenant com un nom alternatiu de Denyizli fins al segle xvii.